# Mucuri
Mucuri là một đô thị thuộc bang Bahia, Brasil. Đô thị này có diện tích 1774,763 km², dân số năm 2007 là 32215 người, mật độ 18,15 người/km².